# David Kuster
David Kuster (né le 25 mars 1999 à Colmar) est un athlète français, spécialiste de la marche athlétique.

## Biographie
Médaillé de bronze du 10 000 mètres marche lors des Championnats d'Europe jeunesse 2016, il s'illustre lors des championnats de France en salle 2018, à Liévin, en remportant le titre du 5 000 m marche, établissant un nouveau record de France junior.
Le 19 février 2021, il devient vice-champion de France en salle du 5 000 m marche à Miramas, avec un temps de 20 min 07 s 49, seulement battu par Aurélien Quinion.